# Socket 7
Il Socket 7 è il socket utilizzato per le CPU Intel Pentium dai 75 MHz in poi, ovvero fino alla versione MMX a 233 MHz. 
Il socket 7 era l'unico a supportare un'ampia gamma di CPU di diversi produttori e un'ampia gamma di velocità di clock. 

## Descrizione e caratteristiche
Venne utilizzato come successore del Socket 5 progettato per il Pentium a 75 MHz ma che venne rapidamente abbandonato in favore appunto del Socket 7 che prevedeva, oltre ad un maggiore numero di pin di contatto anche un doppio canale di alimentazione in grado di fornire due tensioni differenti; il Socket 5 invece, ne supportava solo una. Comunque non tutte le motherboard supportavano questo doppio canale, almeno inizialmente. Esse cominciarono a diffondersi quando arrivarono i primi processori funzionanti a tensioni ridotte. Una caratteristica interessante per gli appassionati del tempo era la possibilità di installare una qualsiasi CPU Socket 5 in un Socket 7, in modo da poter acquistare una nuova motherboard indipendentemente dal processore che poi vi si sarebbe installato consentendo quindi un aggiornamento del sistema più efficiente. È chiaro, che a causa del maggiore numero di pin del Socket 7 la possibilità di inserire una CPU "vecchio tipo" era permessa lasciando inutilizzati alcuni fori del socket dato che il progetto prevedeva l'aggiunta di alcuni pin ma lasciando inalterata la posizione di quelli già esistenti per il Socket 5.
I processori supportati erano quindi i Pentium dai 75 MHz a 3.5 V fino ai Pentium MMX a 233 MHz a 2,5 V - 3.5 V, oltre agli AMD K5 e K6 e i Cyrix 6x86 (and MX) P120 fino al P233.
AMD progettò anche una variante chiamata Super Socket 7 per i suoi K6-2 e K6-III che consentiva a tali CPU di operare a frequenze sensibilmente maggiori e interagire con il bus AGP. I due standard rimanevano comunque intercambiabili anche se, ovviamente, le caratteristiche aggiuntive richiedevano l'abbinamento tra il nuovo Super Socket 7 e le motherboard compatibili.
Per i Pentium Pro in commercio parallelamente agli ultimi Pentium, Intel scelse invece una soluzione leggermente diversa il Socket 8.
Il suo successore, molto discusso ma necessario per la strategia Intel, fu lo Slot 1 che accompagnò i nuovi Pentium II e i primi Celeron e Pentium III.